# Merrick-Gletscher
Der Merrick-Gletscher ist ein steiler Gletscher im Australischen Antarktis-Territorium. Im östlichen Teil der Britannia Range des Transantarktischen Gebirges fließt er östlich des Sennet-Gletschers in südlicher Richtung zum Byrd-Gletscher, den er westlich des Horney Bluff erreicht.
Das Advisory Committee on Antarctic Names benannte ihn 1965 nach der USS Merrick, einem bei der US-amerikanischen Operation Highjump (1946–1947) eingesetzten Transportschiff der United States Navy.